# 組体操

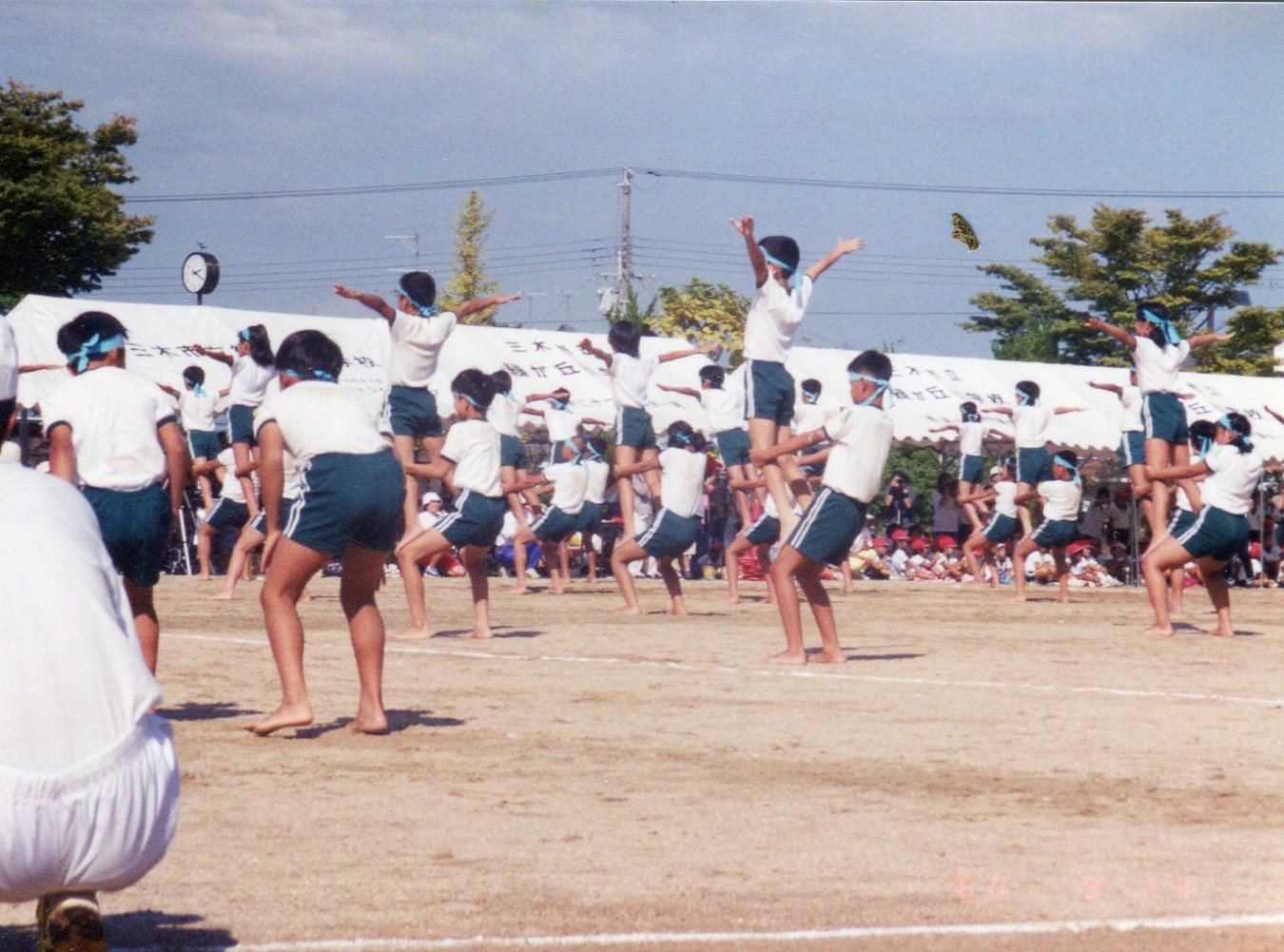
日本の学校での組み立て体操

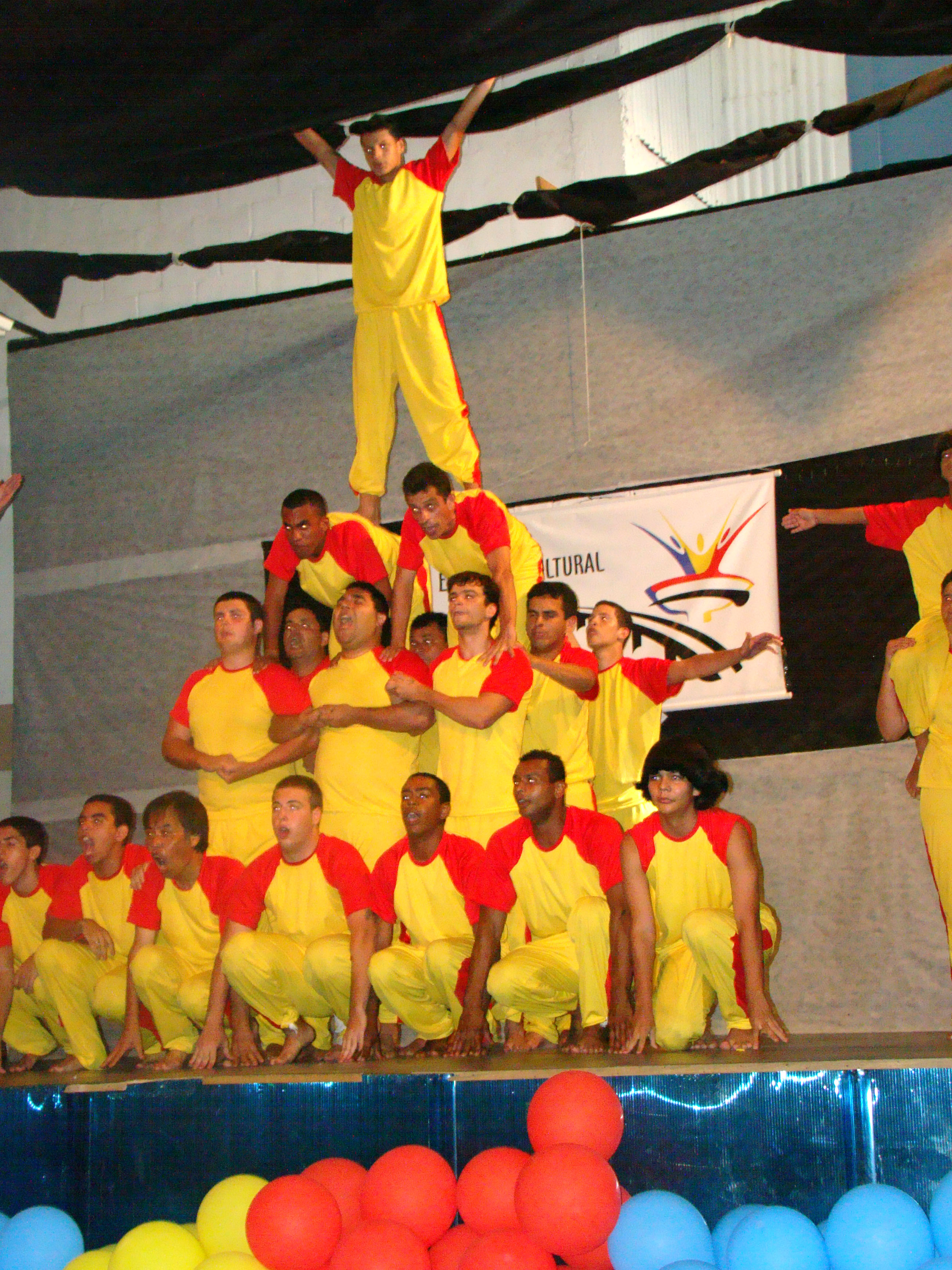
2009年11月29日にブラジル連邦共和国リオデジャネイロ州ニテロイ市の創価学会合同大会で行われた組み立て体操の演技。

組み立て体操（くみたてたいそう） とは、体操を基礎にして、一般には道具を使用せず身体を用いて行う集団演舞である。日本においては、文部科学省が定める学習指導要領では取り扱っていないものの、学校で催される体育行事で在校生徒の参加により披露される。「組体操」と表記することも少なくないが、荒木達雄は組立体操と組体操は性格も狙いも異なると主張しており、静的な造形美表現を組立体操、複数人の力を利用しあう動的な運動を組体操としている。

## 歴史
初歩的な組み立て体操は、紀元前2000年の古代エジプト文明の壁画に観察できる。中国では漢の時代の土偶にそれが見られる。ヨーロッパでは中世以後のイタリアで祭日などに披露された。19世紀にはドイツで近代的な組み立て体操が盛んに行われた記録がある。国民主義の高まりをみせた19世紀半ばごろから、ドイツで国民の健康と軍事教練を兼ね、合同で行なう体操運動が盛んになり、第一次世界大戦を前に欧米諸国にも広まり、これらは明治初期に日本にも伝播した。
20世紀前半にはアメリカ体育連盟のカリキュラム研究会がタンブリングを全国で実施可能な種目として発表、20世紀のチェコスロバキア（当時の国名）では、国民的行事で数千人規模な組み立て体操がしばしば披露された。
20世紀の終わりまでは世界各地で披露されたが、21世紀には数千人規模の大規模な演技は減少した。日本以外では香港、マレーシア、ブラジルで盛んである。チューク諸島（旧トラック諸島）では第一次世界大戦終結後の国際連盟決議にて大日本帝国の委任統治領となった時代に組み立て体操を含む運動会が持ち込まれ、近年のインドネシアでは創価学会が主催する催しや研修にて”Soka Gakkai Kumitaiso Crew"、"Soka Youth Kumitaiso Crew(SYKC)"なる班が活動を行っている。
日本の学校下における組体操については1951年度版の中学・高校用指導要領に3段ピラミッドなど図解が掲載されていたが、それ以降の記載は無くなっている。教員の専門は教科指導であるため演目指導を行っている学校では現場の裁量、判断において正規授業内容外で扱う活動が主となっている他、自治体などの判断で安全面を考慮し廃止するなど、行事から演目を外す学校も出てきている。

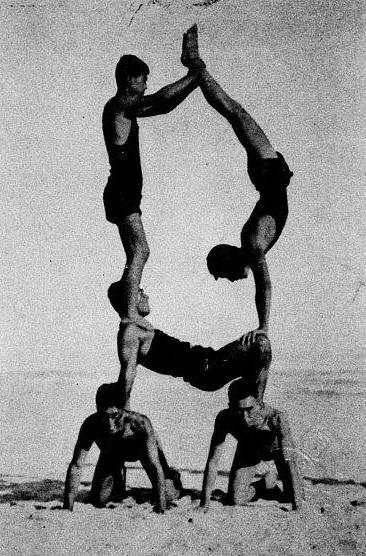
慶応義塾体育会器械体操部の組み立て体操。1932年

## 呼称

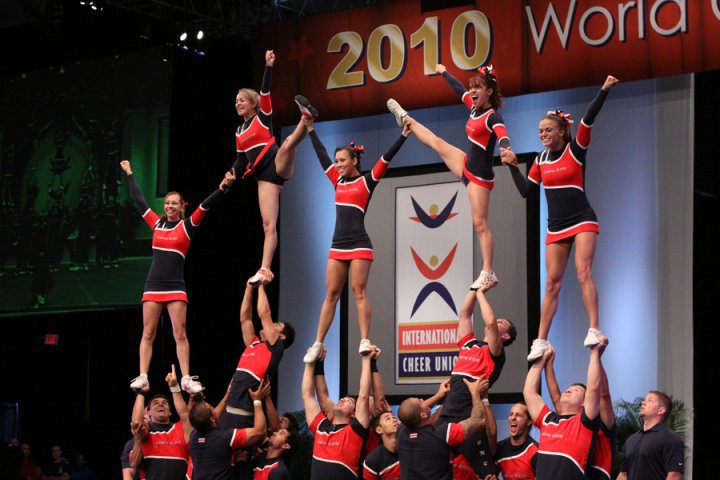
2010年ICU世界チアリーディング選手権大会でのコスタリカチーム

日本でも倒立や回転運動を含むものをタンブリングやピラミッド(ピラミッドビルディングの略。二人以上で行なうものを指す）と呼んでいた。戦前には「回転運動、組み立て運動」と呼ばれるようになり、組み立て体操の著書もありのちに日本体育大学体操部を創設した浜田靖一（その後日本大学文理学部名誉教授）が明治神宮競技大会でその指揮にあたった。こうしたタンプリング・ピラミッド・組み立て体操の類は、学校の運動会などでも披露される演目となっていたが、軽業的・奇術的に深入りしたものは毒々しく、教育的でないと警告されている。団結（和・協調性）と協力をテーマに戦前から練習に練習を重ね日本体育会体操練習所の学生が発表会などで披露していた。
床運動を基礎とした集団で行う近代リズム体操は、女子6人から30人位で行われ、この種の競技は日本語で「団体徒手体操」(aesthethic group gymnastics、AGG、美的集団体操の意味)と呼ばれることもあり、欧米ではスポーツクラブによる競技会が開かれている。日本で生まれ世界に広がった男子組み立て体操 (日本英語でmens rhythmic gymnastic、欧米英語でJapanese group gymnastics) は、男子6人程度で行われるAGGに似た競技である。スタンツとは軽業を意味する米国の俗語であり (スタントマンを参照)、一人または数人で行われる小規模な演技である。四人程度でおこなわれるアクロバット体操 (acrobatic gymnastics) やチアリーディングの演目に含まれる5人程度で作るタワーに近い。
「組み立て体操」に相当する統一された英語表現はまだない。「mass gymnastic」という表現がアメリカの一部のマスコミで使用されることがあるが、これは集団で行われる体操であり立体的な組み立てを必ずしも含まないのでマスゲームに近い表現である。北朝鮮のアリラン祭で披露される発展型のアクロバット体操も、日本語の「組体操」とは異なる。中国語ではかつて「団体操」とよばれたが、現代中国の「団体操」は組み立てを含まないので、mass gymnastics、mass gameに近い意味となる。他方、アメリカ、イギリス以外の英語圏の国々 (例えばマレーシア) では「gymnastic formation」という表現が使用される。この意味は日本語の「組み立て体操」と同じである。ポルトガル語ではブラジル全土で通用する「ginástica montada」という表現があり、「組み立て体操」を意味するインドネシアではKumitaisoと呼ばれる。現在、世界で最も組み立て体操が盛んな国は日本の学校管理下で行われる体育的行事で、修学終了後の社会生活一般において組み立て体操の練習や演舞・行事などの継続はほぼ皆無であるが、一部団体職員による演舞が行われている。

## 特色
一般にダンスやマスゲームと同様に、得点を争うのではなく演舞者の一糸乱れぬ団結した行動を観衆に見せるために行うことが多い。日本の学校における運動会は観覧者に向けた催しが目的ではないが、来場者や保護者に向け、高度に統率、指導された集団教育の成果を発表する目的も含めて行われる。そのため、赤組・白組ではなく男子・女子全員、5・6年生合同などといった団体分けをしたりする。古典的演技種目では十秒ほどの姿勢保持が必要である。そのため、バランスや筋力・筋持久力が発達段階にある成人前の小学校高学年・中学校・高等学校で主に行い、それ以外の学年でもダンスのクライマックスの決め技に行うこともある。また、幼稚園の遊戯でも、二段から四段ピラミッド、三段タワー等の演目を指導している園がある。
組み立て体操の実演は、笛やかけ声、点呼などを用いた同期により行われる。教員や児童・生徒たちの選曲による音楽（流行曲や行進曲など）、BGMを流して形を作り出す場合もある。「カリブ海の海賊」のテーマ音楽は好まれている。2010年にフィラデルフィアで行われた東部アメリカのNGOでは太鼓がBGMとして使われた。笛や太鼓を用いず音楽にあわせて行う組み立て体操は演技者の高度な訓練を必要とする。ブラジルやマレーシアのNGOではこの方法がしばしばもちいられる。1998年日本の大阪で行われた演技では、3000人が音楽を唯一の同期信号として組み立て体操を披露した。少数の学校だが、プールの中で組み立てを行う学校もある。

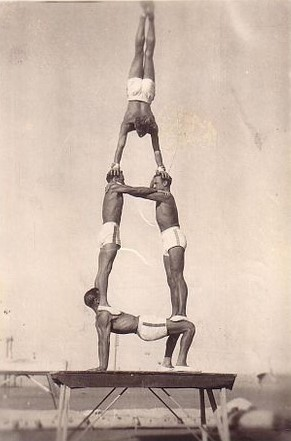
1944年ドイツ

## 演技
日本の学校管理下で行う練習などでは先に組を決め、2人技から練習を行っていく。基本的に背の小さい人あるいは体重の軽い人が上のポジションになる（後者の場合、下の人よりも上の人の身長の方が高い、ということもある）。日本ではV字バランスや肩倒立等の個人技に始まり、2人組の技の中でも事故が多くペアで行う倒立や肩車とその一種の通称「サボテン」などの2人組演技、3人組や6人組などの小集団技と続き、重大事故の危険があるピラミッドやタワーなどの大技をクライマックスに用いることが多く、学校における体育的行事は一般観覧者に向けた目的で催される行事ではないが、教諭の指導成果として観覧者の評価が大きいのも特徴である。演目の性質として一糸乱れぬ統率力と集団行動が求められ、基の完成への速やかな遂行が必要な事から負傷者が出た際には、事故の現場から直接な緊急要請を行わずに負傷した生徒を直ちに移動 させて代替生徒を参加させるのが一般的である。基の完成の為には苦を堪える必要があり恐怖や不平、激痛を露わにするのは好ましくなく禁句という風潮が普通であり 日本の学校での体育祭や運動会の催事では伝統や絆などが重んじられる。負傷した生徒は見学、入院に至る負傷を負った生徒には学級全員で励ましの手紙を書いて渡すなどのケアを行う場合がある。
世界各地のNGOによる一般参加者の演技はきわめて多彩であり、二次元波、人間ロケット（大砲）、風車、ヘリコプター、歩行人間城壁、歩行ピラミッド、人間起こし（カタパルト）、三段壁、カタルーニャ式ピラミッド、ポセイドンの柱、回転三段円塔、瞬間直立三段円塔、三段平面塔、四段円塔、稀に五段円塔が披露される。開催国や地域によって演目は大きく異なる。1982年に日本で立ち上がった六段円塔はギネスブックに記載された。マレーシア、香港、ブラジル、インドネシア、フィリピンの演目は日本や東ヨーロッパの技を基本としながらも独自の進化を遂げ、それぞれの地域の強い特色が見られる。かつては組み立て、姿勢を保持した状態での静止の繰り返しであったが、21世紀におけるマレーシア、香港、ブラジルの演技は極めて動的である。ブラジル国内でも、サンパウロとリオデジャネイロ、ニテロイの演技はスタイルが異なる。リオデジャネイロの演技は小規模ではあるが独創的であり芸術的完成度が高い。2011年10月のリオデジャネイロのヒバウタ劇場での舞台上演技では、五基の四段瞬間直立ピラミッドが一瞬で屹立した。インドネシアの回転式二段扇も動的な動きが取り入れられている。

## 規模
2人組の基から、一つの基に100人を要するものまで規模は様々であり。演技の質の美しさも大切であるが、多数の参加者による集団美は観覧者に深い感動 を与える。30人から100人程度の演技者の場合は、舞台や講堂で披露される。100人から500人の規模では、体育館で披露される。それ以上の場合は、グラウンドで行われる。スパルタキアーダ (東欧諸国総合体育大会) では、50人くらいの単位でグループを組み、同じ演技を100グループくらいで同時に行った。演技者は総数5000人を超えるので、参加者の数の点では世界最大であった。チェコスロバキアの首都プラハには1万人の演技者、22万人の観客を収容できるストラーホフ大競技場 (英語、Great Strahov Stadium、チェコ語 Velky strahovsky stadion) があり、組み立て体操を含む大規模なマスゲームはそこでおこなわれた。1982年9月18日 - 19日に日本の西武球場で行われた「創価学会・第２回世界平和文化祭」での3500人による演技は、巨大な単一組み上げとしては世界最大であったと考えられる。他方、ブラジルのリオデジャネイロは小規模な組み立て体操を得意し、会場の大きさの都合などの場合によっては20人未満の演技も行われた。

## 世界の組体操
日本では組み立て体操が大変盛んで主催当該校監督責任の下、参加生徒の自主的・自発的な参加が推奨されている。そのような体制をとる国は稀有である。西側諸国では組み立て体操は一般的ではなかった。2009年マレーシアで東南アジアパラリンピックが開催されその開会式に組み立て体操がNGOによって披露されたが、現在では国際体育大会ですらこのような例は少ない。中国では1960年代まで軍人による組み立て体操が国家の祝日に実施されていたが、現在は実施されない。北京オリンピックの際には華麗なマスゲームが披露されたが、その中に組み立て体操は無かった。朝鮮民主主義人民共和国のアリラン祭では大型のアクロバット体操がマスゲームの一部として披露される。2基の3段四角塔の頂上を構成する2人が4段目1人を支え、その上に倒立した5段目を乗せる形式である。
演技時間は組み立て開始から分解終了まで1分半ほどのごく短いものであり、演技は主としてサーカスの技法による。アリラン祭のマスゲームは規模は大きいが体操の扱いは小さい。主に組体操やマスゲーム（人文字）などは集団演舞として扱われる。アメリカ合衆国では大規模な組体操が行われなかったが、1983年1月9日ニューヨークの青年たちが五段円筒を披露した。2010年には約300名の青年による組み立て体操がフィラデルフィアで行われ、続いて80人規模の組み立て体操がニューヨークで披露された。20世紀に行われたスパルタキアーダ (東欧諸国総合体育大会) では、数千人規模の演技者による組み立て体操が披露された。2008年にプラハで久々に開催されたときには、世界最大規模の組み立て体操が披露された。

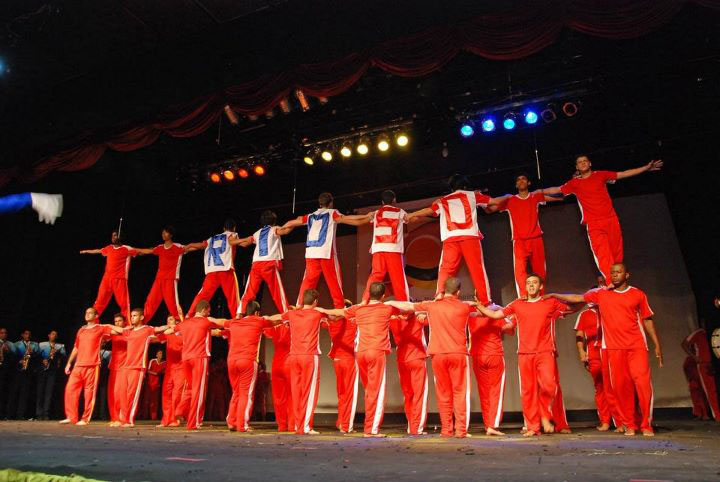
2011年8月30日にブラジル、リオ・デ・ジャネイロでブラジルSGI班が披露した人間歩行城壁

21世紀の現代においては、学校や軍隊などの強制動員力によらない自発的な組み立て体操が、創価学会インタナショナル (SGI) を初めとするNGO諸団体によって、ブラジル、マレーシア、韓国、インドネシア、フィリピン、アメリカでおこなわれている。日本の学校以外で行われる大規模組み立て体操はブラジル、インドネシア、フィリピンが盛んである。2008年に皇太子徳仁親王が臨席して開催されたSGI主催ブラジル日系移民百年祭「IMIN 100」 はその一例である。ただし、演技者の大部分は非日系ブラジル人であった。2009年にはサンパウロ州の州都ではない一都市、サンマテウスの独立記念日のパレードで組み立て体操が披露された。2013年にはリオデジャネイロ州の一都市、ベウフォルドホショの独立記念日パレードで、人間歩行城壁、瞬間起立四段ピラミッド、三段円塔、カタルーニャ式六段ピラミッドが披露された。マレーシア、香港、インドネシア、ブラジルでは組体操が地域文化になりつつある。2012年以降インドネシアの組体操が大きく進展し、2013年現在では世界最大級のグループに成長した。これらの動画はYouTubeで閲覧できる。検索はポルトガル語のginástica montada、英語のgymnastic formation、日本語の（インドネシア語でもある）kumitaisoで行うのが望ましい。組み立て体操はかつては男子だけの演技種目であったが、ブラジルのサンパウロでは2008年以男子に混じり多数の女子（約3割）が参加するようになった。女子の部分的な参加はそれ以前の1998年、2005年にリオデジャネイロでも行われた。上記のサンマテウス市の路上演技では、半数が女子であった。

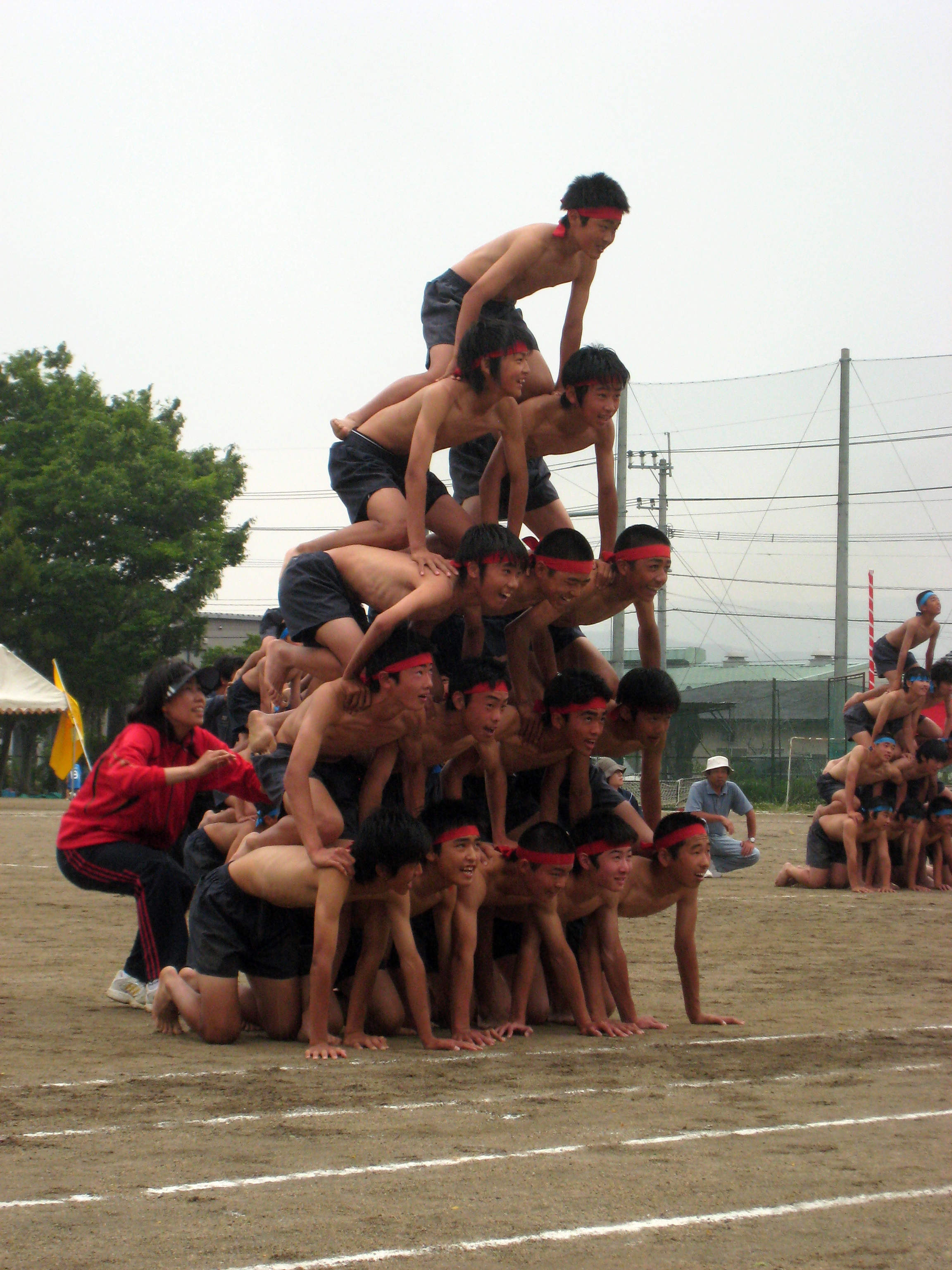
運動会の組み立て体操で演じられた人間ピラミッド

## 訓練
学校管理下で行われる組み立て体操には多人数の参加生徒が必要であり練習に多くの時間を割くという演目の性質上、炎天下での長時間に及ぶ練習は疲労も早く集中力低下による事故、熱中症へのリスクが高まる。行事当日に向けての常日頃からの負荷に耐えうるトレーニング、反復練習によるタイミングとバランスの体得が演舞者に求められる。日本スポーツ振興センターには児童生徒に重大インシデントを招くような巨大（高層）組み立て体操は奨励しておらず、安全性を確実に確認できない場合は実施を見合わせるよう求める通知を全国の都道府県教委などに提出、事故予防の注意喚起を行っている。

## 事故・トラブル
体育的行事が開催される凡そ2週間前から課外での練習が始められ練習毎に習熟の段階を上げていき、その期間に同演目の事故が集中する。
組み立て体操は危険が伴うため、安全配慮義務が開催者に課される。演目上の性質として段数の高低に関係無く落下、及びその衝撃で上肢切断、歯牙障害、せき柱障害などの事故事例が多発していることが判っている。1969年から2014年度の46年間に延べ9人の死亡事故（内2名が約1メートルからの落下死）と92人の後遺障害が確認されている、1983-2013年度の31年間に学校の組み立て体操において障害の残った事故は88件発生。内、2012年度までの10年間で後遺症が残る事故は20件発生（約2.8件/年）。
2012年度に小学校で起きた組み立て体操による事故は6533件、2013年度での事故事例は8500件超となっている。静岡県の中学では下敷きになった生徒が頚椎骨折し、両親が学校を相手に訴訟を起こした。ピラミッド以外の事故でも、福岡の県立高校の男子生徒が肩車された際に後頭部から落下して首の骨を折り障害を負ったケースや、頭部強打による中途難聴や頭痛・目眩など後遺症が残った事例、人間タワー崩落時の胸部圧迫による心臓破裂での死亡、演目指導に当たっていた名古屋市の市立小学校側が事実と異なる報告書を作成し裁判所から「被害児童に嘘の証言を強いた」など（後述）、各地で学校側の安全対策をめぐる裁判が行われた。
日本では国家賠償法に基づき、教員が国又は地方公共団体の公務員で、その職務を行うについて、故意又は過失によつて違法に児童や生徒に損害を加えたときは、国又は公共団体が損害賠償責任を負う（国家賠償法第1条第1項）。なお、学校が日本スポーツ振興センターと災害共済給付契約を締結し免責の特約をしているときは、日本スポーツ振興センターが災害を受けた者に災害共済給付を行った価額の限度で学校の設置者は損害賠償責任を免れる（独立行政法人日本スポーツ振興センター法参照）。
2013年度に組み立て体操中の事故で災害共済給付制度で医療費が支給された件数は、全国の小学校で6349件、中学校で1869件、高校で343件となっている。2014年度、小中高における組み立て体操事故確認事例は約8500件。2014年度の組み立て体操事故において医療費を給付した内訳事例はサボテン、肩車、倒立などの二人で組む演技で計2294件、タワー1241件、ピラミッド1133件。2015年度では計8071件、前年比で骨折事故700件増。2016年での事故事例は計5271件となっている。（独立行政法人日本スポーツ振興センター調べ）。2017年度では4418人。2018年では4000件超。
労働安全衛生法や労働安全衛生規則では2m以上の高所作業を行う場合、事業者は適切な墜落防止措置を行う必要があり、同時に18歳未満の者には5m以上の高所作業を行わせてはならないと定められているが、これらは労働ではなく教育の一貫で行われている学校での組体操では適用されず、対策も特に行われていないことも多い。一方で、教育専門家や労働安全衛生の専門家からはこういった視点からの危険性も指摘されている。

### 主な事故・事例（死亡を含む）
- 1983年、桐生市立広沢小学校（群馬県）の体育館にて組み立て体操の練習中、6年生女子児童（当時11歳）が死亡した[47]。（※詳細）
- 1988年、宇和町立田之筋小学校（愛媛県）で卒業アルバム撮影中に人間ピラミッドが崩れ6年生男子生徒（当時12歳）が圧死した[48][49]。
- 1990年、福岡県立早良高等学校で3年生男子生徒が8段ピラミッド（平面型8段を目標にして、5段目までが完成して6段目にとりかかるとき）の崩落により首の骨を折り脊髄損傷の後遺症を負った。一審で福岡地裁は5段ピラミッドは危険であり学校側に過失があると認めたが、福岡県側は「重要部分に疑問があり、今後の学校でのスポーツ・体育の推進に少なからず影響を及ぼすため」として控訴した。二審で福岡高裁は一審判決をほぼ支持し、5段以上のピラミッドは危険であり学校側に過失があると再び認め結審した[50][51][52]。
- 1990年、神奈川県相模原市立鵜野森中学校にて体育祭の予行演習中、教員8人が補助にあたっていた「人間タワー」がリフトアップの際に崩れ男子生徒（当時3年生、2段目担当）が首を骨折し、搬送先にて死亡した[53]。死亡した生徒の両親が市に対し約7000万円の損害賠償請求を求めた[54]。
- 1993年、和歌山県和歌山市の公立小学校で小学6年生の体重44kgの女児が体重74kgの同級生とペアを組まされて以降、腰痛を患うようになった。2006年12月に和歌山地裁は学校の過失を認め、和歌山市に約400万円の賠償を命じた[55]。
- 2006年、福岡県の県立高校で体育祭に向けて柔道場で組み立て体操の自主練習中、男子生徒（高2）が同級生に肩車をしてもらった際にバランスを崩して後方に転落し首を骨折、胸から下が麻痺し、身障者手帳1級の交付を受けた。2011年4月に福岡地裁小倉支部は学校側に事故の責任があることを認め、福岡県に約622万円の賠償を命じた[56][57]。
- 2012年、兵庫県の伊丹市立天王寺川中学校にてTV番組企画収録中に新記録の11段人間ピラミッド練習途中に支え役の生徒一人が足を骨折した[58][59]。
- 2014年、世田谷区立武蔵丘小学校（東京都）にて運動会に向けた組み立て体操（倒立）の練習中、6年生男子生徒が地面に体を打ちつけて頭痛が残る後遺症を負う。2017年2月、元在校被害生徒が頭痛などの症状が残ったのは担任教諭が注意義務を怠ったためだとして世田谷区を提訴[60]。
- 2014年4月、東京都北区立の小学校で4段タワーの練習中、上から2段目と最上段が立ち上がろうとしたときに崩れ、最下段で四つん這いの姿勢でいた6年生の女子児童が下敷きとなり左手首靱帯を損傷、左肘の脱臼、骨折の重傷を負った。卒業までに3回の手術を行ったが後遺症に悩まされるようになった。なお、事故に対する学校側の対応は担任が事故当時のタワーと教職員の配置を図示した文書を被害児童を通じて手渡すにとどまり、被害者や保護者に対して事故当時の説明は直接行われなかった。保護者が保護者会で事故についての報告を学校に求めると、学校は保護者会で事実とは異なる内容を説明。校長が区教委に提出した事故報告書にも、事実と異なる記載が複数見つかった。こうした事態に不信感を抱いた母親が都教委や区教委に助けを求めると、「学校からの報告が全て」と担当者は回答した。2016年2月、中学に進学した女子生徒は馳浩文部科学大臣に相次ぐ組み立て体操事故について国に無責任な検討で済ませないよう強く求める内容を綴った手紙を送付した[61]。当時、4段タワーは下から6人、6人、3人、1人の合計16人の構成で予定されていたが、児童が欠席したため下から2段目は5人で行われた。この状況を西山豊大阪経済大教授は「柱を抜いた欠陥住宅のようなもので事故が起きて当然だ」と指摘する[62]。
- 2014年9月、岐阜市立鶉小学校6年生女子生徒が崩壊した4段ピラミッドの下敷きとなり、のちに脳脊髄液減少症と診断された。両親は2020年9月に岐阜市に対し賠償請求を行った[63]。
- 2014年5月、熊本県の菊陽町立菊陽中学で体育館にけが防止のためのマットを敷き、2-3年の男子生徒約140人で10段ピラミッドを作る練習中に一部がバランスを失い崩落、教諭8人が現場指導にあたっていたがうち生徒の一人が腰の骨を折る重症を負った[64]。同年、伊丹市立天王寺川中学校で11段ピラミッドの練習中に土台に加わっていた教師がケガをしたため、11段の挑戦を中止した[65]。
- 2015年5月、松戸市の小学校で3段タワーの練習中に1番上にいた男子児童が落下、頭と腹を強く打ち開頭手術を行った。幸い出血が少なく、一命を取り留めたが後遺症で左耳が難聴になった[66][67][68]。同年12月8日、事故に遭った児童からの組み立て体操中止を訴える手紙が松戸市議会の一般質問で読み上げられ、翌9日に松戸市教育委員会は「組み体操をやる、やらないも含めて見直す」と、2016年度以降の廃止も検討していることを明らかにした[69]。なお当初、松戸市教育委員会は市議による「嫌がっている子に組体操をやらせるのは虐待にあたるのではないか」という質問に対し、「子どもたちの8割は楽しみにしている。何よりも地域や保護者からの要求が強い」「嫌がる子が参加しない、となったら、例えば参加合唱コンクールだって、嫌な子が参加しなかったらどうなりますか。歌が嫌な子たちにとっては非常にストレスなんですよ」と回答していた[70]。
- 2015年9月、千葉県の柏市立の中学校で平面型の5段ピラミッドを練習中に上部から2段目の3年生の男性生徒が落下、右太ももを強く打ちつけて骨折した。手術を受け、1か月以上入院したが、完治の目処はたたず、右腿から右足首にかけて金属製の装具をつけての生活を余儀なくされた。柏市立の小中学校では、2015年度に限っても、組み立て体操の練習中に怪我を負い病院に搬送されたケースが40件あった。相次ぐ事故の報告をうけ、柏市は2016年度から市内の小中学校で組み立て体操を全面禁止とした[71]。
- 2015年9月27日、八尾市立大正中学校で行われた体育大会において10段ピラミッドが崩れ、下から6段目の男子生徒が右腕を骨折[72]。
- 2016年6月18日、広島大学附属三原中学校で行われた運動会において移動ピラミッド（9人、3段）が崩れ、下から2段目の3年生男子生徒（当時14歳）が2日後に脳内出血で死亡した。3カ月前の同年3月、スポーツ庁が安全対策の徹底を通知した矢先だった。学校側が事故と認めないため、2017年11月1日に遺族は学校を運営する広島大学を相手取り、提訴に踏み切った[73]。広島地裁福山支部での2018年1月の第1回口頭弁論で、広島大学は「事故はなかった」と請求棄却を求めた。同年3月の第2回口頭弁論でも「騎馬は通常通り解体した」と主張。これに対し、遺族は一貫して「上段生徒を含む複数の生徒が落下した。正規の解体ではない」とした上で「教員たちが退場後の解体状況を注視していない。低い安全意識だった」とし、学校が安全配慮を怠ったと指摘した。大学は遺族が求めていた再調査を実施しておらず、遺族側に「生徒の死亡を引き起こすような行動、状況はなかった」と回答している[74]。また、保護者が求めていた説明会についても「係争中」とし開催していない[75]｡現場は当初、保護者らで混雑していた。学校は翌17年の運動会から生徒がスムーズに退場できるよう退場門付近に柵を設置し、さらに当該の移動ピラミッドを中止した[76]。2019年7月10日、広島地裁福山支部が和解を勧告した。同年10月9日の弁論準備で遺族側が和解案を提示した。しかし、これに対し大学が応じず、和解協議に入らなかった[77]｡　そして2023年4月、広島地裁福山支部は、脳内出血の原因を組体操ではないと判断し、遺族の訴えを棄却した[78][79]。
- 2016年9月、尾道市の女性（当時小学校6年生）が、3段タワーの崩壊に巻き込まれ、脳脊髄液漏出症と診断された。その後女性は2020年に損害賠償を求めて提訴[80]、その結果和解となり、尾道市は解決金120万円を女性に支払った[81]。

その他、事故事例
(独)日本スポーツ振興センターの災害共済給付のデータより 
倒立時（逆立ち）での補助役の眼球負傷、上肢障害、醜状障害、歯牙障害、脳脊髄液減少症など。
判例
判例タイムズ 822号 早良高校ピラミッド事件判決 福岡地裁 平成５・１・２２判決 1993年10月01日出版
判例タイムズ 879号 福岡高裁 平成６・１２・２２判決 1995年08月15日出版

### 法的責任（安全配慮義務違反）
2006年8月1日、東京地方裁判所は小学6年生の児童が組体操の練習中に転落して負傷した事故について、担当の教諭について「児童に対し適切な指示を与え、それぞれの児童がその役割を指示どおりに行えるようになるまで補助役の児童を付けるなどしながら段階的な練習を行うなど、児童らの安全を確保しつつ同技の完成度を高めていけるように配慮すべき義務」を負っていると判断した（東京地裁平成18年8月1日判例時報1969号75頁）。
2007年9月20日、名古屋市立柳小学校で6年生の男子児童が4段ピラミッドの練習中に最上段から転落し男子児童は左上腕骨外顆骨折の傷害を負った。2008年12月25日に名古屋地裁は名古屋市に児童に対して110万1360円の支払いを命じた。この裁判では、被告は児童に対して落下しそうになったときにはしゃがんで下の者にしがみつくこと等の指示をしていた旨を主張した。裁判所はしゃがむよう指導があったことは認められるが、しがみつくように指導を受けたとの証言はないと認定。また落下事故の際にも児童はしゃがんでしがみつくことができないまま落下していることから口頭の注意だけでは児童の落下の危険を回避・軽減するのに不十分であることは明らかと判断している。また、この事故の裁判では被告が複数の教員を補助につけられない旨を主張したが、裁判所は人員不足のために安全の確保を図る必要がなくなるわけではないとこの主張を退けた。
学校が災害報告書に「3段タワーの練習をしていた」と事実と異なる記載をしたり、教頭が被害児童と一緒に組体操を行っていた児童たちからの事情聴取の際に発言の誘導を行ったりしたことを「教員らの保身のために、本件事故の状況について、学校側の責任が軽くなるように意図的に工作している」と認定した。慰謝料について裁判所は「本件においては、本来信用できる存在であるべき学校側（被告）が、教員らの保身のために殊更に虚偽の事実を主張するなど誠意のない対応をとっているのであって、これらの一連の被告の対応は本件負傷による原告の精神的苦痛を増大させた」と認定した。同小教頭は「学校として考え得る限りの指導、対策をしております。児童に精神的苦痛を与えたという判決は非常に残念です」とコメントした。

### 対策
当該演舞における事故の発生はほぼ予見可能である事に加え、成長期にある未成年生徒が負う事故の重篤度や負傷後に後遺症が残る等の予後不良によっては学校や自治体側の責任問題にも及ぶため、当該演舞を中止、又は禁止の決定を出した自治体や学校も存在する。
相次ぐ事故の報告を受け、2015年6月に文部科学省は全国の教育委員会に事故防止の対応を求める通知を出した。初鹿明博衆議院議員の呼びかけで国会で組体操の勉強会が開かれ、超党派議員連盟が起ち上がり、文科相への申し入れを行った。義家弘介文部科学副大臣は、文部科学省が組体操を規制することや調査を行うことは「地方分権に反する」として行わない考えを明らかにしていたが、2016年2月に馳浩文部科学大臣は国会の答弁で「重大な関心をもって、このことについて文部科学省としても取り組まなければいけない」と回答。2015年度内に文部科学省は組体操の指針を策定する予定である。
大阪経済大学の西山豊によれば「ピラミッド」には平面型（従来の俵積み）と立体型（近年開発された三角錐）があり、それぞれの最大負荷量は10段（立体型）にもなると一番下の児童の荷重は200kg以上にもなるとしている。また、組み立て体操の事故件数を都道府県別に分析すると、地域によって極端な差があり、大阪と兵庫が突出していることを示している。荒木達雄日本体育大教授は「安全に組めるピラミッドは4段まで。それ以上の高さは体育学生でも危険」と述べている。
事故ピーク時の8000件超から演舞の変更及び中止、または基の高さに制限を設けるなどで数年後には事故4000件超の約半数にまで事故件数が減ったが、大阪市など制限前と制限後の事故件数に変動が見られなかった自治体もあった。

#### 人間起こし

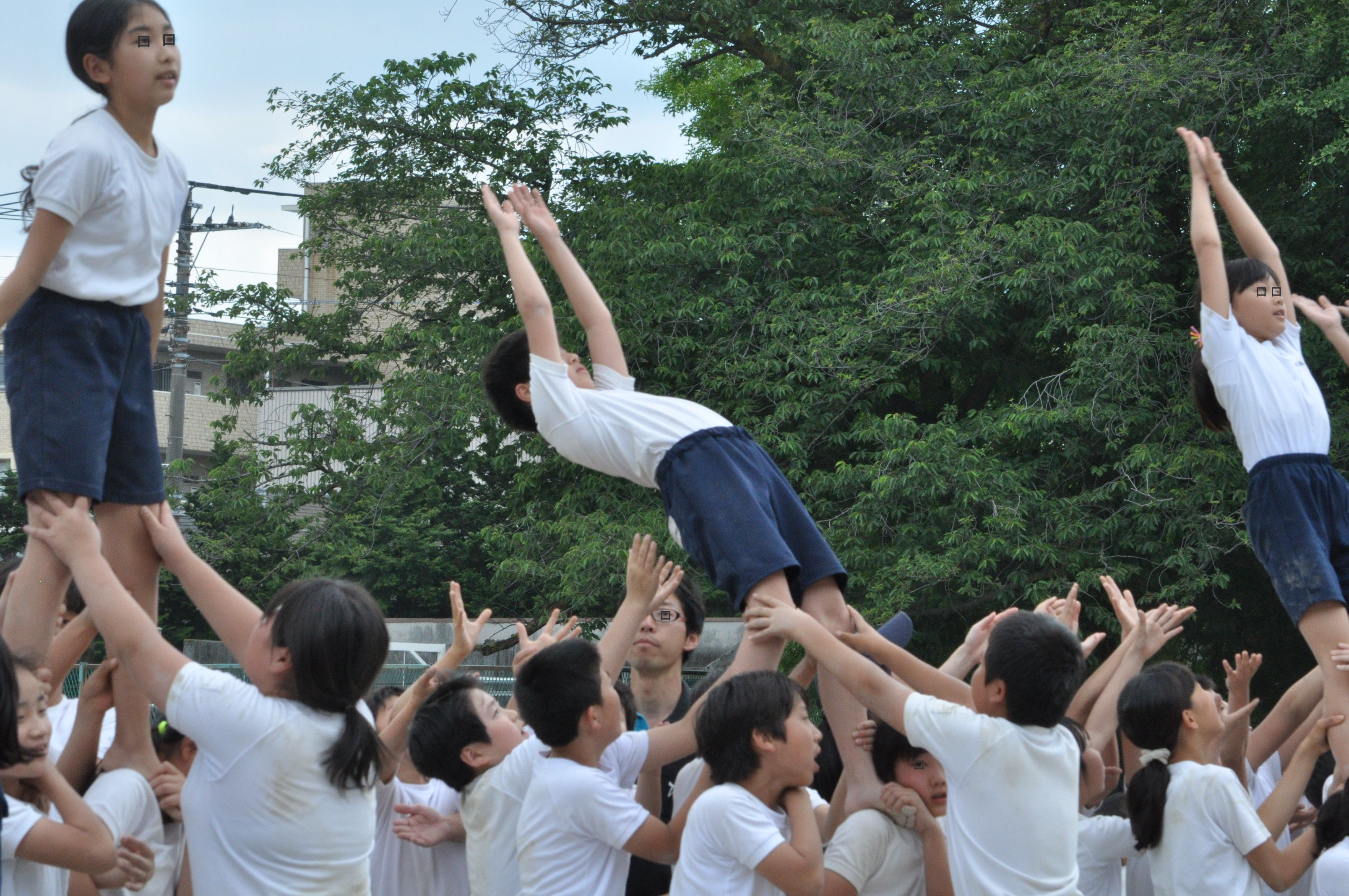
組み立て体操での人間起こし

重篤な負傷リスクが高い多人数参加の巨大・高層の基に代わって近年になり、人間起こし（トラストフォール・human wake-ups）が広まり、日本スポーツ振興センターが医療費を給付した2016年度から2018年度の3年間に頭部や頚部を負傷するなどの計145件（約48件/年）の事故が判明している。
類似事故事例